# Győző Simon Macalik
Győző (Victor) Simon Macalik (n. 1 martie 1890, Sibiu, Austro-Ungaria – d. 19 august 1953, Jilava⁠(d), Regiunea București, România) a fost un cleric romano-catolic, episcop auxiliar al Diecezei de Alba Iulia, deținut politic. A murit în Închisoarea Jilava.

## Viața
În data de 15 iulie 1916 episcopul Sigismund Waitz⁠(de)[traduceți] l-a hirotonit preot la Innsbruck.
Consacrarea sa episcopală a avut loc în anul 1951 în Mănăstirea franciscană din Orăștie, unde arhiepiscopul Alexandru Cisar se afla cu domiciliu obligatoriu.